# Pasiclès
Pasiclès, en grec ancien Πασικλῆς, est un philosophe mégarique du IVe siècle av. J.-C., disciple et frère de Cratès, puis d'Euclide, maître de Stilpon, qui passe parfois pour son fils, et parfois pour un codisciple. 

## Notice biographique
Disciple et frère de Cratès, originaire de Thèbes, Cratès et son épouse la philosophe Hipparchia auraient eu deux enfants, une fille anonyme et un fils, Pasiclès : Pasiclès a probablement été nommé d'après le frère homonyme de Cratès, un philosophe mégarique. Selon une anecdote rapportée par Ératosthène, Cratès conduit son fils au bordel afin de le préparer aux principes de la vie maritale cynique. Dans la même optique, il aurait marié sa fille après l'avoir mise à l'essai pendant un mois.

### Sources antiques
- Diogène Laërce, Vies, doctrines et sentences des philosophes illustres [détail des éditions] (lire en ligne) (VI, 96-98)
- Henrion L., La Conception de la nature et du rôle de la femme chez les philosophes cyniques et stoïciens, thèse, Liège, 1942-3, et la cité, Paris 4, 1997

### Éditions scientifiques
- Diogène Laërce, Vie et doctrine des philosophes illustres, Le Livre de poche, 1999, 1400 p. (ISBN 9-782253-132417) .

### Études modernes
- [González 2000] Jesús María Garciá González et Pedro Pablo Fuentes González, « Hipparchia de Maronée », dans Richard Goulet (dir.), Dictionnaire des philosophes antiques, t. III, Paris, Éditions du CNRS, 2000, 742-750 p.